# Platygramme caesiopruinosa
Platygramme caesiopruinosa är en lavart som först beskrevs av Fée, och fick sitt nu gällande namn av Fée. Platygramme caesiopruinosa ingår i släktet Platygramme och familjen Graphidaceae.   Inga underarter finns listade i Catalogue of Life.